# Кабю
Кабю (на френски: Cabu, псевдоним на Жан Кабю, на френски: Jean Cabut) е френски карикатурист и журналист, роден на 13 януари 1938 г. в Шалон ан Шампан, и убит на 7 януари 2015 г. в Париж при атентата срещу „Шарли ебдо“.
Кабю е създател на иконични за френската карикатура образи като Le Grand Duduche („Дългия Дюдюш“) и Beauf („Зеткото“ или „Зетя“). Неговите карикатури на политически, антиклерикални, социални, обществени теми са публикувани в издания като Хара-Кири, Шарли ебдо и Канар аншене. Освен на печатни издания, Кабю сътрудничи и на множество телевизионни издания.

## Биография
Жан Кабю за пръв път в живота си печели конкурс по рисунка на 12-годишна възраст, организиран от списанието Cœurs vaillants, наградата от който е велосипед. Сред ранните му вдъхновения е художникът Дюбу. До 1954 г. публикува рисунките си в регионалния ежедневник Union de Reims. Записва художествено училище в Париж (École Estienne). Кариерата е прекъсната от мобилизацията му: служи повече от 2 години във френската армия (от март 1958 г. до юни 1960 г.) по време на войната в Алжир. За този период той заявява, че е допринесъл значително за оформяне на политическото му мислене. От този период му остават активния антимилитаризъм и един анархистки възглед за обществото, който той представя и в своите карикатури. Друг негов известен образ – адютанта Кроненбург – е вдъхновен от този период. По време на военната си служба сътрудничи и на списание Пари Мач.

## Творчество
След демобилизацията си през 1960 г. той продължава да рисува за различни вестници, като Ici Paris и France Dimanche. Така той среща карикатуриста Фред, който му предлага да се срещне с екип, който подготвя създаването на ново списание: Хара-Кири, създадено от Франсоа Кавана и Берние (Професор Шорон), където той намира среда, която отговаря на неговите идеи и където сътрудничи с други талантливи карикатуристи: Жебе, Фред, Волински, Резер. От 1962 г. сътрудничи на списанието Пилот, където създава иконичния си образ Дългия Дюдюш: непохватен, висок и слаб гимназист, с малки кръгли очила, който носи винаги дънки и гуменки, чиито образ е вдъхновен от неговите спомени от гимназията в Шалон. Там той създава и образа на „Зеткото“ (Le Beauf), шкембест и мустакат всезнайко. За Кабю, Зеткото e: „Тип, който проповядва истини, свои истини, без никак да разсъждава. Говори със заучени фрази, води се от „здравия разум“, в кавички, сигурен е в неща, които никога не поставя под съмнение. И най-важното, той не чете. Той не чете вестници. Той представлява смъртта на печатното слово.“
От 1966 г. той се впуска в художествения репортаж. Рисува за Paris Presse, а по-късно отразява за Фигаро процеса Бен Барка. През 1969 г. получава наградата „Златния молив“ за художествена журналистика. След забраната на списание Хара-Кири през 1970 г., той става част от групата карикатуристи, основали Шарли ебдо.
През 70-те и 80-те години Кабю се радва на сериозен успех. Издава множество албуми с рисунки. Редовно публикува и в Канар аншене. Негови карикатури са публикувани в множество издания през годините, като сред тях са Монд, Нувел обсерватьор, Либерасион, Фигаро, Франс Соар, Журнал дьо диманш, Парископ.
През 1992 г. участва във възстановяването на Шарли ебдо, където работи до смъртта си.